# Alberto Loddo
Alberto Loddo (né le 5 janvier 1979 à Cagliari, en Sardaigne) est un coureur cycliste italien. Professionnel entre 2002 et 2010, son palmarès comprend notamment une première place obtenue au Tour du Qatar 2003 et des victoires d'étapes sur des épreuves comme la Semaine internationale Coppi et Bartali  ou le Tour de Langkawi.

## Biographie
Alberto Loddo passe professionnel en 2002 au sein de l'équipe Lampre. Pour sa première saison chez les professionnels, il gagne la quatrième étape du Tour du Qatar.
Au début de l'année 2003, il gagne le Tour du Qatar ainsi que la deuxième étape du Tour de l'Algarve. Il est néanmoins contrôlé positif à la caféine lors de sa victoire au Portugal et suspendu un mois. Plus tard dans l'année, il remporte la 1reb étape de Semaine internationale Coppi et Bartali (contre-la-montre par équipes).
En 2004, il rejoint la formation Saunier Duval-Prodir puis l'équipe Selle Italia-Serramenti Diquigiovanni l'année suivante.
En 2006, il glane quatre victoires lors des quatrième, septième, huitième(a) et dixième étapes de la Vuelta por un Chile Líder. Il remporte aussi deux succès au Circuit de la Sarthe et au Tour du Táchira.
L'année 2007 lui permet de s'imposer à cinq reprises à l'arrivée des étapes du Tour de Langkawi.
En 2008, il signe un contrat avec Tinkoff Credit Systems mais retourne courir au sein de la formation Serramenti PVC Diquigiovanni-Androni Giocattoli en 2009. Cette année-là, il gagne deux étapes du Tour du Venezuela. 
Il met fin à sa carrière à l'issue de la saison 2010 après avoir gagné trois fois au cours de sa dernière année chez les professionnels (deux étapes au Tour de San Luis et une au Tour de Sardaigne).

## Palmarès
- 1997
  -  Médaillé de bronze du championnat du monde du kilomètre juniors
- 1998
  - Coppa Sant'Anna
- 1999
  - Trofeo Lindo e Sano
- 2000
  - Coppa d'Inverno
  - Trophée Lampre
  - Trofeo Sportivi Magnaghesi
  - 2e du Critérium des Abruzzes
  - 2e de Vicence-Bionde
- 2001
  - Coppa San Geo
  - Coppa Caduti di Soprazocco
  - 1re étape du Giro Riviera delle Palme
  - Grand Prix de la ville de Napoli
  - Giro delle Tre Provincie
  - Trofeo Franco Balestra
  - Trofeo Taschini
  - Gran Premio della Liberazione
  - Grand Prix de la ville de Felino
  -  Médaillé d'argent de la course en ligne aux Jeux méditerranéens
  - 2e du championnat d'Italie sur route espoirs
  - 3e du Grand Prix San Giuseppe
  - 3e de Milan-Busseto
- 2002
  - 4e étape du Tour du Qatar
- 2003
  - Tour du Qatar :
    - Classement général
    - 1re étape

  - 2e étape du Tour de l'Algarve
  - 1reb étape de Semaine internationale Coppi et Bartali (contre-la-montre par équipes)
- 2006
  - 4e étape du Tour du Táchira
  - 3e étape du Circuit de la Sarthe
  - 4e, 7e, 8ea et 10e étapes de la Vuelta por un Chile Líder
- 2007
  - 1re étape du Tour du Táchira
  - 1re, 4e, 5e, 6e et 10e étapes du Tour de Langkawi
  - 1re étape du Tour de La Rioja
  - 2e étape du Tour des Asturies
- 2008
  - 4e étape du Tour du Qatar
  - 5e étape du Tour de Langkawi
  - 1reb étape de Semaine lombarde (contre-la-montre par équipes)
- 2009
  - 1re et 2e étapes du Tour du Venezuela
- 2010
  - 3e et 7e étapes du Tour de San Luis
  - 5e étape du Tour de Sardaigne
  - 2e du Grand Prix de la côte étrusque

## Résultats sur le Tour d'Italie
4 participations
- 2004 : abandon (17e étape)
- 2006 : abandon (16e étape)
- 2008 : abandon (7e étape)
- 2010 : abandon (11e étape)

## Classements mondiaux
| Année            | 2006 | 2007 | 2008 | 2009 | 2010 |
| ---------------- | ---- | ---- | ---- | ---- | ---- |
| UCI America Tour | 53e  | 202e |      | 104e | 70e  |
| UCI Asia Tour    |      | 10e  | 28e  |      |      |
| UCI Europe Tour  | 406e | 380e | 392e | 638e | 192e |